# Israel Kolmodin
Israel Gustaf Kolmodin, född 24 december 1643 i Enköping, kanske död 19 april 1709 i Visby, var en svensk professor, riksdagsman och superintendent. Han är mest ihågkommen som psalmförfattare.

## Biografi
Israel Kolmodin var son till kyrkoherde och riksdagsman Michael Erici Kolmodin och Christina Nilsdotter Emporagria, som var kusin med biskop Erik Gabrielsson Emporagrius av prästsläkten Emporagrius. Fadern var vid hans födelse rektor vid skolan i Enköping, men familjen flyttade sedan till Simtuna när fadern blev prost där. Israel Kolmodin inskrevs elva år gammal, 1654, vid Uppsala universitet, studerade där och vid Lunds universitet, blev filosofie magister 1672, och prästvigdes två år senare. Han begav sig sedan på utrikes studieresor. 1679 blev han  domkyrkovicepastor i Uppsala, året därpå notarie vid domkapitlet och samma år teologie adjunkt vid universitetet. Kolmodin utnämndes 1686 till kyrkoherde i Näs samt extra ordinarie teologie professor vid universitetet.
Kolmodin hade tillsammans med Erik Benzelius d.ä. och Jesper Svedberg i uppdrag att revidera psalmboken, samt ingick i Bibelkommissionen 1691–1692. 1692 kallades han till Gotlands stift som superintendent. Ett år senare promoverades han till teologie doktor under jubelfesten i Uppsala. Som representant för prästståndet deltog Kolmodin i riksdagarna 1678–1697, de första åren som prästståndets notarie. Som superintendent såg han till att prästerna i stiftet fick behålla kronotiondet, som ämnades tas ifrån dem, och tilldelade boställen till kaplanerna i stiftets församlingar.
Israel Kolmodin uppges ibland som textförfattare till psalmen Den blomstertid nu kommer (ursprungligen Sommar-Wisa) som traditionellt sjungs under skolavslutningar i Sverige. Kolmodin skulle då ha fått inspiration till psalmen när han i egenskap av superintendent på Gotland besökte Lärbro – som var hans prebende – och under sina vandringar i bygden brukade passera källan vid Hånger. Förmodligen bygger melodin på en gammal folkmelodi.
Han skrev också psalmen Misströsta ej att Gud är god som publicerades i tre olika psalmböcker (1695 nr 247, 1819 nr 191, 1937 nr 361), dock ej i Den svenska psalmboken 1986. Han bearbetade 1694 texten till Så högt har Gud, oss till stor fröjd (1695 nr 203, 1819 nr 147, 1937 nr 30). Israel Kolmodin avled 1709 under en kristen andakt och begravdes i Visby domkyrka.
Israel Kolmodin gifte sig 1681 med Margareta Hoffvenia, dotter till professor Petrus Hoffvenius och Anna Lenaea, en släkting till ärkebiskop Johannes Canuti Lenaeus. I sin biskopskrönika 1752 beskrev Andreas Rhyzelius Israel Kolmodin som en arbetsam, lärd, ljuvlig och behaglig man, medan Margareta Hoffvenia beskrevs som en munter och frodig dam.

## Psalmer
- Den blomstertid nu kommer (ursprungligen Sommar-Wisa)
- Misströsta ej att Gud är god
- Så högt har Gud, oss till stor fröjd

### Fotnoter
1. ↑  Anna Larsdotter (21 maj 2012). ”Den blomstertid…”. Populär historia. Arkiverad från originalet den 15 juli 2015. https://web.archive.org/web/20150715065605/http://www.popularhistoria.se/da-nu/2012/05/den-blomstertid/. Läst 13 januari 2015.
2. ↑  Bitte Wikingskiöld, Järnrötter och kråkfötter, november 2011.